# Baorixile
Baorixile (kinesiska: 宝日希勒, 宝日希勒镇) är en köping i Kina. Den ligger i den autonoma regionen Inre Mongoliet, i den norra delen av landet, omkring 1 100 kilometer nordost om regionhuvudstaden Hohhot. Antalet invånare är 16 968. Befolkningen består av 8 203 kvinnor och 8 765 män. Barn under 15 år utgör 11,0 %, vuxna 15-64 år 82 %, och äldre över 65 år 6,0 %.
Runt Baorixile är det ganska tätbefolkat, med 172 invånare per kvadratkilometer. Närmaste större samhälle är Hailar, 17,4 km söder om Baorixile. Trakten runt Baorixile består i huvudsak av gräsmarker.
Genomsnittlig årsnederbörd är 585 millimeter. Den regnigaste månaden är juli, med i genomsnitt 155 mm nederbörd, och den torraste är februari, med 7 mm nederbörd.